# Évocation (psychologie)
 (octobre 2008).
Si vous disposez d'ouvrages ou d'articles de référence ou si vous connaissez des sites web de qualité traitant du thème abordé ici, merci de compléter l'article en donnant les références utiles à sa vérifiabilité et en les liant à la section « Notes et références ».
En gestion mentale, on parle de gestes mentaux qui guident nos apprentissages, ils sont basés sur l'évocation.
Évoquer un objet réel (objet de perception), c'est lui donner une existence mentale de façon consciente. La personne contacte cet objet par l'un au moins des cinq sens extéroceptifs (vue, ouïe, toucher, odorat ou goût). Elle prend conscience de l'existence de cet objet en se donnant intérieurement une évocation qui peut être visuelle (image iconique, dessin...), auditive (bruit, son...), verbale (paroles, commentaires...) ou tactile (ressenti de toucher...). On peut définir les évocations comme un moyen de traiter les informations que l'on perçoit.
Antoine de La Garanderie affirme avoir rencontré ce terme chez les psychologues de l'école de Wurtzbourg. Il ajoute que pour lui, le « é » de « évocation » est le « é » de « être », car selon lui, « le monde a vocation à être dans notre conscience » et nous avons « vocation à être dans le monde ».
Par ailleurs, le terme d'évocation était utilisé autrefois dans les milieux ésotéristes et mystiques, et était opposé à « invocation ». Étymologiquement, « évocation » vient de ex vocare, par opposition à in vocare.
L'invocation cherchait à « s'approprier » une force, un ressenti, un vécu sans passer par la conceptualisation. L'évocation avait pour but de « faire apparaître visuellement » une entité évoquée. Il s'agissait, par un travail de nommage et de visualisation, de circonscrire un concept pour mieux le comprendre.
En gestion mentale, l'expérience de l'évocation ne privilégie aucun des cinq sens, ni même les sens extéroceptifs. La gestion mentale affirme que c'est la clé de la réussite des sportifs.